# Ӧ
Ӧ, ӧ е буква от кирилицата. Използва се за обозначаването на четири различни звука в шест езика – алтайски, кюрдски, марийски, удмуртски, хакаски и коми езика. Не трябва да се бърка с идентичния ѝ латински вариант Ö.

## Фонетична стойност
В алтайския и хакаския език бележи звука /ø/ (полузатворена предна закръглена гласна), в кюрдския език — /u/ (затворена задна закръглена гласна), в марийския — /œ/ (полуотворена предна закръглена гласна), в коми езика — /ə/ (междинна средна гласна) и в удмуртския — /ʌ/ (полуотворена задна незакръглена гласна).

## Кодове
| Буква  | Уникод |
| ------ | ------ |
| Главна | U+04E6 |
| Малка  | U+04E7 |

В други кодировки буквата Ö отсъства.